# La trena (pel·lícula)
La trena (títol original en francès, La Tresse) és una pel·lícula de 2023 dirigida per Lætitia Colombani. És l'adaptació de la seva novel·la homònima, publicada el 2017. El film és una producció francesa, canadenca, italiana i belga. S'ha doblat al català.
El rodatge va començar l'11 de març 2022 a l'Índia.

## Sinopsi
És la història de tres dones: la Smita, una dona índia dàlit que vol treure la seva filla de la pobresa i portar-la a una escola; la Giulia, una italiana que succeeix al seu difunt pare per dirigir l'empresa familiar a la vora de la fallida, i la Sarah, una advocada canadenca que s'assabenta que té un càncer.